# Cèsar Puig i Casañas
Cèsar Puig i Casañas (Valls, 1956) és un polític, jurista i professor universitari català. Entre 2015 i 2017 va ser el secretari general d'Interior de la Generalitat de Catalunya.
Llicenciat en dret per la Universitat de Barcelona, des del 1987 és funcionari del Cos Superior d'Administració de la Generalitat i des del 1999 funcionari del Cos d'Advocats de la Generalitat. Ha ocupat diversos càrrecs en l'administració pública al llarg dels anys. Entre 1989 i 1999 va ser el cap del Servei Territorial de Defensa i Assessorament Jurídic a Tarragona, entre 2000 i 2004 Director del Pla de Seguretat de la Indústria Química de Tarragona mateixa època que ocupava el càrrec de Delegat del Govern a Tarragona.
El 2011 va tornar a la Generalitat com a Director dels Serveis Territorials del Departament de Territori i Sostenibilitat fins que el 2015 amb la sortida d'Unió del govern, va passar a ocupar la Secretaria General d'Interior. Segons la legalitat espanyola, el seu càrrec va quedar suspès el 28 d'octubre de 2017 en aplicació de l'Article 155 de la Constitució. El 28 de febrer de 2018 va ser imputat per la jutgessa Carmen Lamela per un presumpte delicte de sedició per la seva possible connexió amb la presumpta inacció dels mossos en el referèndum d'autodeterminació de l'1 d'octubre a Catalunya. El 5 de maig del 2018 va ésser processat pel mateix delicte de sedició i un altre delicte d'organització criminal.
En l'àmbit acadèmic, ha estat professor de l'Escola d'Administració Pública de Catalunya des del 1990 fins al 2005, professor de l'Escola de Pràctica Jurídica del Col·legi d'Advocats de Tarragona entre 1992 i 2009, Professor del Mestratge en Gestió i Dret Local de EAPC, UAB i URV entre 2003 i 2015.
El 3 de novembre de 2018 la Fiscalia General de l'Estat el va acusar de rebel·lió en el seu escrit del judici al procés independentista català, demanant-li 11 anys de presó i inhabilitació. Finalment, la sentència del judici de l'Audiència Nacional el va absoldre de tots els càrrecs, així com a la resta de processats.
El desembre del 2018 és nomenat director general de Serveis Consultius i Coordinació Jurídica del Gabinet Jurídic de la Generalitat de Catalunya en substitució de Maria Dolors Feliu i Torrent que ocupava el càrrec des del 2011.